# Lev Natochenny
Lev Natochenny (* 26. Januar 1950 in Moskau) ist ein russisch-amerikanischer Pianist und Klavierpädagoge.

## Leben
Er schloss das Moskauer P.-I.-Tschaikowski-Konservatorium mit dem Titel Dr. phil. ab. Einige seiner Lehrer waren zum Beispiel Lew Nikolajewitsch Oborin und Elisso Wirsaladse. Seine Ausreise aus der Sowjetunion wurde im Jahre 1978 bewilligt. Er blieb zunächst staatenlos. 1981 errang Natochenny den zweiten Preis beim Internationalen Klavierwettbewerb Ferruccio Busoni in Bozen. In den USA war er tätig an der Manhattan School of Music, am Mannes College of Music und an der City University of New York. Zwischen 1988 und 2004 war er der Künstlerische Leiter des Festivals Meranofest, einem internationalen Sommertreffpunkt für junge Pianospieler.
Von 1994 bis zu seiner Emeritierung 2015, gegen die er sich mit einer erfolglosen Klage vor dem Hessischen Verwaltungsgerichtshof zu wehren versuchte, lehrte er als Professor an der Hochschule für Musik und Darstellende Kunst Frankfurt am Main und führte dort Meisterkurse für Piano durch. Seit 2015 lehrt er an der privaten Schweizer Kalaidos Fachhochschule.
Einer seiner erfolgreichen Schüler ist der deutsche Pianist Martin Stadtfeld, weitere Studenten waren unter anderem Dirk Mommertz, Evgenia Rubinova und Christopher Park.
Natochenny lebt (Stand: 2018) sowohl in New York als auch in Frankfurt am Main/Bad Homburg. Er ist Vater der US-amerikanischen Schauspielerin Sarah Natochenny.